# 拉米羅一世 (阿拉貢)

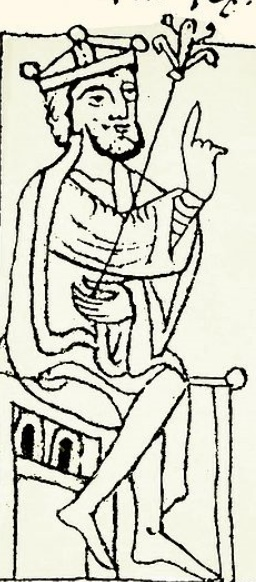
13世紀拉米羅一世的微小畫像

拉米羅一世（Ramiro I，約1007年11月27日—1063年5月8日），又名拉米羅·桑切斯，第一任亞拉岡國王（1035年－1063年）。拉米羅一世是納瓦拉國王桑喬大帝與艾巴爾的桑琪亞有所生的兒子，因為桑琪亞不是桑喬大帝的妻子，所以拉米羅一世是私生子。納瓦拉國王加西亞·桑切斯三世及雷昂與卡斯提爾國王斐迪南一世的同父異母兄長。

## 生平
拉米羅一世最初被父親封為亞拉岡伯爵。1035年，桑喬大帝逝世後，拉米羅一世繼承亞拉岡伯國地區、身為嫡長子的弟弟加西亞·桑切斯三世繼承父親留下的納瓦拉王國及巴斯克地區，並成為拉米羅一世的宗主。斐迪南早於1029年繼承舅舅加西亞·桑切斯留下的卡斯提爾伯國，而二弟岡薩羅·桑切斯繼承了索布拉貝與里瓦哥薩伯國。
拉米羅一世為了擴張領土而侵入加西亞·桑切斯三世的納瓦拉王國及摩爾人的地區。首先他幫助圖德拉的埃米爾入侵納瓦拉王國，雖然他於1043年在塔法利亞戰役中被打敗，但是仍然拿下桑格薩，並將亞拉岡伯國變成自治。同年，拉米羅一世更在加西亞·桑切斯三世的准許下，吞併岡薩羅·桑切斯死後留下的斯索布拉貝與里瓦哥薩伯國，成為一個相當獨立的亞拉岡伯國，定都哈卡，為建立亞拉岡王國邁進一大步。
拉米羅一世於1036年8月22日迎娶比戈爾伯爵的女兒弗瓦的格爾貝格，他們二人誕下五名子女，包括長子及繼承人桑喬·拉米利斯。而在他們婚前，拉米羅一世早已與婦人誕下一名私生子里瓦哥薩伯爵桑喬·拉米利斯，其後拉米羅一世將里瓦哥薩伯國交給里瓦哥薩伯爵桑喬·拉米利斯統治。
拉米羅一世其後又娶第二任妻子阿奎坦的阿格尼斯。在吞併斯索布拉貝與里瓦哥薩伯國之後，拉米羅一世開始從亞拉岡向前握推進至韋斯卡和薩拉戈薩。哈卡頒發的憲章交予到拉米羅一世的手上。它包括明確有法律的保障（甚至為非居民），並將為都市權利作出示範直到中世紀末。
1063年，拉米羅一世在格勞斯戰役於圍城時被殺死，他被葬在聖克魯斯德拉塞羅斯的一間修道院中。
拉米羅一世在生時時常被他的附庸國、鄰居、教會甚至他的兒子稱為國王，但他總是把自己簡稱為“Ranimiro Sancioni regis filio”，“拉米罗，桑乔王之子”。